# Cnephasia albatana
Cnephasia albatana es una especie de polilla perteneciente al género Cnephasia, categorizada en la tribu Cnephasiini, de la subfamilia Tortricinae.

## Distribución
Se distribuye por Argelia.

## Taxonomía
Fue descrita por Chretien en 1915 y publicada por primera vez en Annls Soc. ent. Fr. 84: 297.